# پلئاس و ملیزاند

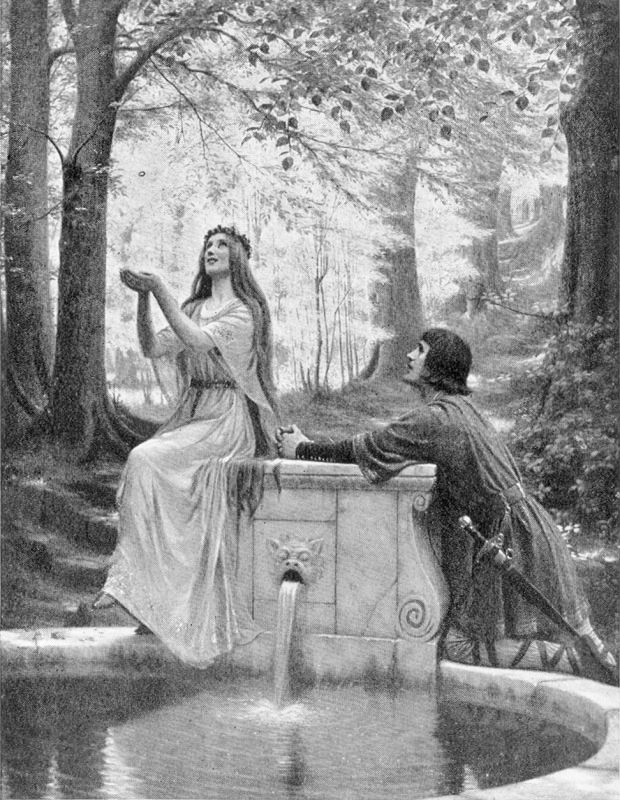
ادموند بلر لیتون - پلئاس و ملیزاند

موریس مترلینک در ۱۸۹۳ با خلق نمایشنامه پلئاس و ملیزاند پای مکتب سمبولیسم را به صحنه تئاتر گشود. او پرده‌های اول و سوم این نمایشنامه را با الهام مستقیم از ترجمه فرانسه داستان رودابه و زال در شاهنامه فردوسی نوشت. در پرده سوم، پلئاس پیش از ترک دربار، شب هنگام برای وداع به قصر برادر می‌رود و ملیزاند را بر بالای برج می‌یابد که مشغول آراستن گیسوان خود است. از او می‌خواهد دستش را دراز کند تا ببوسد. در آن لحظه که ملیزاند خم می‌شود گیسوانش از هم باز می‌شود و به پلئاس می‌رسد. او نیز گیسوان یار را در آغوش می‌فشارد و می‌بوید و می‌بوسد.
نمایشنامه پلئاس و ملیزاند در ۱۳۳۸ به همت بدری وزیری و حسینعلی فلاح به فارسی ترجمه شد.